# OK Tkon
Odbojkaški klub "Tkon" (OK "Tkon"; Tkon) je muški odbojkaški klub iz Tkona, Zadarska županija, Republika Hrvatska.  
 
Klub se trenutno ne natječe. 

## O klubu
Odbojka se u Tkonu počela igrati 1950.-ih godina. Mjesna ekipa je sudjelovala na tadašnjim seoskim i partizanskim igrama općine Biograd na Moru i otoka Pašman. Razvojem turizma, početkom 1960.-ih godina igranje odbojke postaje popularnije. Do konačnog osnivanja kluba u Tkonu dolazi 1964. godine, te klub se uključuje u natjecanja Odbojkaškog podsaveza Zadar., uz potporu SFK Biograd. 
 
Juniori "Tkona" 1965. i 1966. godine sudjeluju na juniorskom prvenstvu Hrvatske. Seniori krajem 1960.-ih osvajaju podsaveznu ligu, te ulaze u Dalmatinsku ligu, a ubrzo postaju i članovi Jedinstvene Hrvatske lige. Reorganizacijom lige Tkon igra u Hrvatskoj ligi - Jug, te potom opet u Dalmatinskoj ligi. Ekipa "Tkona" je 1974. i 1975. sudjelovala na Dalmatinskim sportskim igrama kao reprezentacije općine Biograd, te je oba puta osvojila brončanu medalju. 
 
1985. godine klub je bio prisiljen odustati od daljneg ligaškog natjecanja, nakon što je propozicijama bilo uvedeno da klubovi moraju imati dvoranu, što "Tkon" nije imao. 
 
Narednih godina klub se ligaški ne natječe, ali povremon igra prijateljske utakmice i turnire. Za vrijeme Domovinskog rata klub nije djelovao. 1997. dolazi do obnove rada kluba osnivanjem Županijske lige Zadarske županije te se osniva i ženska ekipa, no opet ubrzo prestaju s natecanjem zbog loših materijalnih i infrastrukturnih uvjeta, te klub djeluje i igrači nastupaju samo rekreativno. 

## Vanjske poveznice
- adriana-tkon.hr, CAMP ADRIANA-TKON
- sportilus.com, ODBOJKAŠKI KLUB TKON